# 許勒斯塔
許勒斯塔（挪威語：Hyllestad）是挪威的一個市镇，位於韦斯特兰郡，行政中心为許勒斯塔村。市镇面积为259平方公里，人口数量为1,328人（2020年），人口密度为每平方公里5.4人。